# Los Perales-Las Mesetas

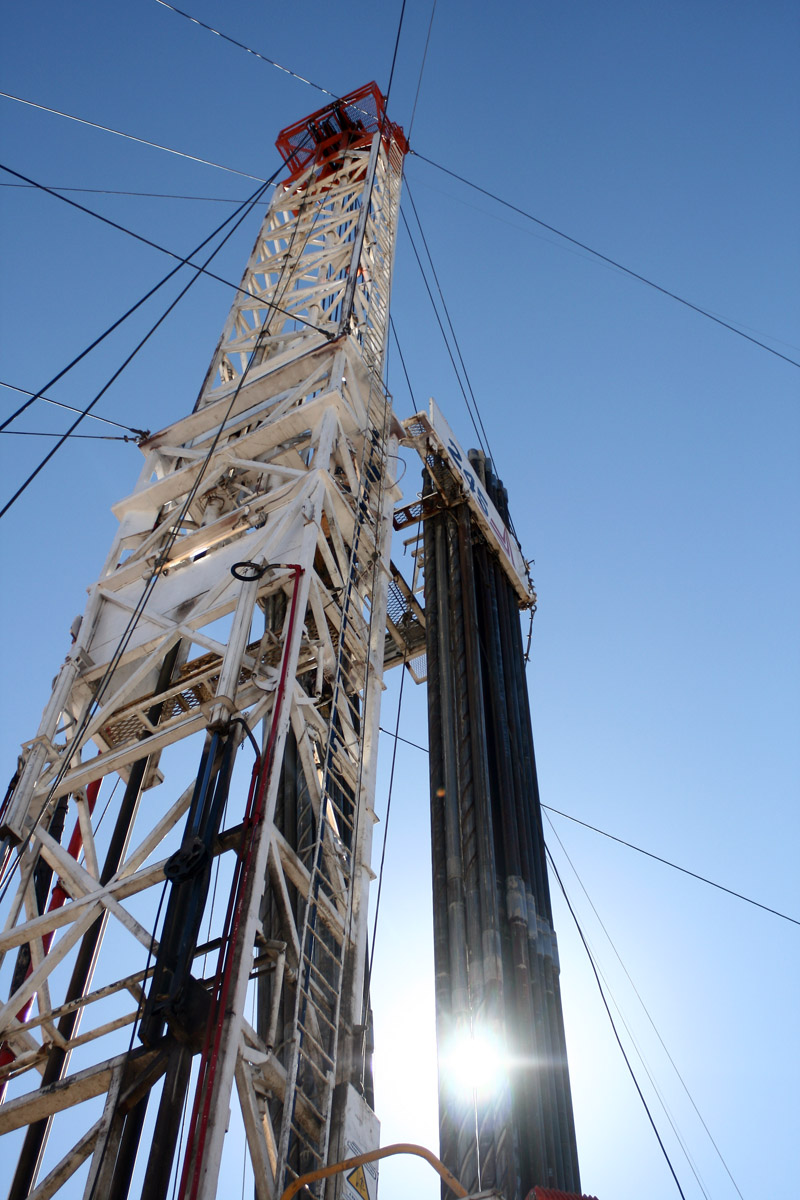
Perforador

Los Perales - Las Mesetas es un yacimiento petrolífero ubicado en el norte de la provincia de Santa Cruz en la Patagonia, Argentina dentro de La Cuenca del Golfo San Jorge.
El mismo es operado por YPF y pertenece a la Unidad Económica Santa Cruz.

## Cuenca del Golfo San Jorge

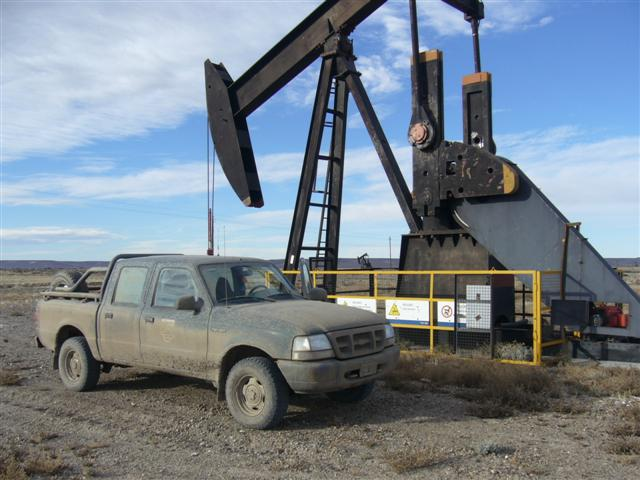
Aparato Individual de Bombeo

La cuenca del golfo San Jorge, ubicada en la porción central de la Patagonia, es la más antigua y prolífica productora de hidrocarburos de Argentina. Es una cuenca de bordes irregulares elongada en dirección este - oeste, que se extiende entre los paralelos 45° y 47° Sur y los meridianos 65° y 71° Oeste, cubriendo porciones de las provincias de Chubut y Santa Cruz continuando al este en la plataforma continental. Sobre una superficie estimada de 180.000 km², la tercera parte se ubica costa afuera. Las concesiones de exploración y explotación cubren un área de 40.530 km² onshore y de 18.980 km² offshore.

## Área Los Perales-Las Mesetas
El área se descubrió el 13 de junio de 1975 con el pozo exploratorio AS x-1.
Es un campo con reservorios de areniscas, areniscas tobáceas y areniscas arcillosas, que entrampan distintos tipos de hidrocarburos (petróleos pesados, medianos, livianos y gas) estructural y/o estratigráficamente; siendo el mecanismo de drenaje la expansión del gas disuelto.